# 가가타촌
가가타촌(일본어: 加賀田村)은 일본 오사카부 미나미카와치군에 설치되었던 촌이다. 현재의 가와치나가노시 남부에 해당한다.